# Mehun-sur-Yèvre
Mehun-sur-Yèvre är en kommun i departementet Cher i regionen Centre-Val de Loire i de centrala delarna av Frankrike. Kommunen ligger  i kantonen Mehun-sur-Yèvre som tillhör arrondissementet Vierzon. År 2022 hade Mehun-sur-Yèvre 6 394 invånare.

## Befolkningsutveckling
Antalet invånare i kommunen Mehun-sur-Yèvre
Referens:INSEE